# San Juan de Moró
Sant Joan de Moró es un municipio de la Comunidad Valenciana, España. Situado en la provincia de Castellón, en la comarca de la Plana Alta. Cuenta con 3232 habitantes (INE 2020).

## Geografía

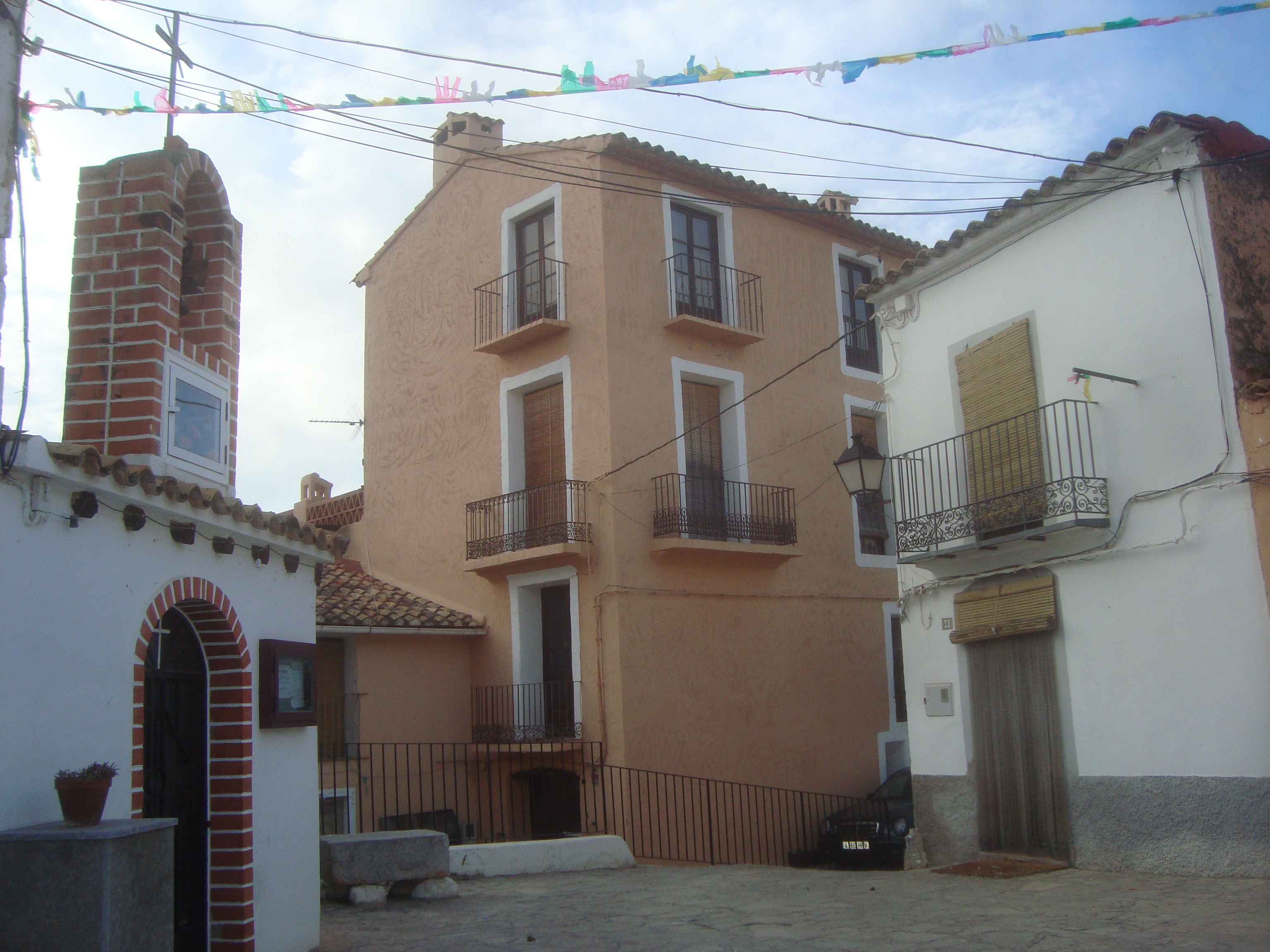
Mas de Flors (Sant Joan de Moró).

Se halla en el valle de la rambla de la Viuda situado a una altitud de 180 m sobre el nivel del mar.
El municipio que está situado en una zona estratégica de paso hacia el interior de la provincia de Castellón. Las tierras llanas más próximas a la rambla forman lo que se denomina "El Plá de Moró", situándose en él, el propio pueblo y los caseríos que lo conforman, Correntilla, Mas de Flors, Pla de Lluch, Mas dels Armelers, Mas del Pi, Mas de Masianos y Mas de Boeta.
Respecto al relieve, principal agente que define el paisaje, la zona norte del término municipal se caracteriza por un relieve de pequeñas lomas y valles con una red de barrancos encajada, la zona sur y este presenta las mayores elevaciones del término, con la sierra de Portell y el monte Mollet "El Tossal de Mollet" como elementos representativos. El centro y oeste del término se caracteriza por el relieve suave y ondulado sobre materiales más recientes, donde aparece el cauce de la rambla de la Viuda y el embalse de María Cristina.
San Juan de Moró se caracteriza por poseer un clima típicamente mediterráneo, con veranos calurosos, cuyas temperaturas pueden llegar a más de 30 °C e inviernos fríos pero suaves.
Se accede a esta localidad desde Castellón de la Plana tomando la CV-16 y luego la CV-160.

### Barrios y pedanías
En el término municipal de San Juan de Moró se encuentra también el núcleo de población de Masía Pla de Lluch.

### Localidades limítrofes
El término municipal de San Juan de Moró limita con las localidades de Alcora (oeste), Costur (noroeste), Villafamés (norte), Castellón de la Plana (sur) y Borriol (este), todas ellas de la provincia de Castellón.

## Historia

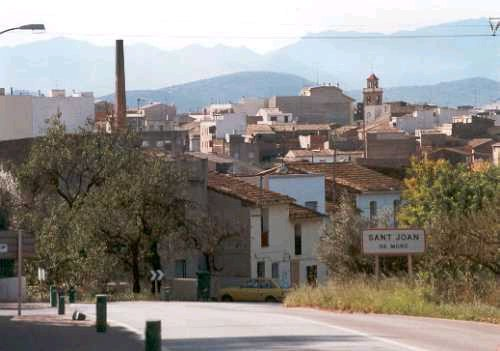
Vista general.

La historia de esta localidad ha estado unida al vecino pueblo de Villafamés. Estas tierras han estado ocupadas por los más diversos pobladores, iberos, romanos (que dejaron su importante huella en el Mas de Flors), musulmanes y la creación de un núcleo cristiano con la reconquista (donación en el año 1238). Los orígenes como se ve, están marcados por las más diversas culturas, pero el primer indicio del municipio hay que buscarlo más concretamente en el llamado  Castell de Moró de cuya existencia ya se tienen noticias en el año 1100 y que, enclavado en el Tossal de Mollet a unos 700 metros de altura, siendo una posesión aragonesa y formando parte del cinturón defensivo de Montornés.
San Juan de Moró se mantuvo y evolucionó de forma similar al resto de sus poblaciones vecinas, con una base rural y agrícola, hasta que en la década de los 1970 se unió al fuerte tirón industrial y económico de Alcora con su emergente sector azulejero, produciendo un cambio estructural en el pueblo, pasando a ser un núcleo cerámico de importancia y con gran futuro dada su proximidad a la capital de la provincia.
De Villafamés ha dependido hasta 1990, año en el que se consiguió la segregación definitiva con el impagable trabajo, de D. Jesús Beire en la compleja tramitación legal de la segregación. Ya desde 1957 se había puesto en marcha el expediente, aunque no fue hasta 1987 cuando el Tribunal Supremo confirmó su segregación, convirtiéndose en una comunidad local con identidad propia.

## Demografía
San Juan de Moró cuenta con una población de 3644 habitantes (INE 2024).
| Gráfica de evolución demográfica de San Juan de Moró entre 1991 y 2021 |
| |
| Población de derecho según los censos de población del INE Población de hecho según los censos de población del INEEntre el censo de 1991 y el anterior, aparece este municipio porque se segrega del municipio Villafamés |

| 1990 | 1992 | 1994 | 1996 | 1998 | 2000 | 2002 | 2004 | 2005 | 2007 | 2019 |
| ---- | ---- | ---- | ---- | ---- | ---- | ---- | ---- | ---- | ---- | ---- |
|      | 1605 | 1657 | 1669 | 1683 | 1783 | 1862 | 1930 | 2157 | 2545 | 3159 |

## Economía
La base económica se centra en la industria cerámica que concentra a su alrededor casi el 100% de toda la actividad laboral de la población, teniendo esta una gran expansión tanto en el ámbito nacional como internacional y, habiendo quedado la agricultura en un plano muy secundario, reduciéndose a unos pocos incondicionales. En cuanto a ésta, el almendro es el cultivo predominante seguido del olivo y el algarrobo, este último con una gran tradición.

## Monumentos
- Iglesia Parroquial. Construida como ermita en 1887, cuando apenas había un núcleo de casas. Con una sola nave rectangular, mereciendo especial mención la escalera de madera que sube al coro, la imagen de la Virgen de los Dolores, un Cristo de imitación románica y las vidrieras obra de Fernando Vicent.

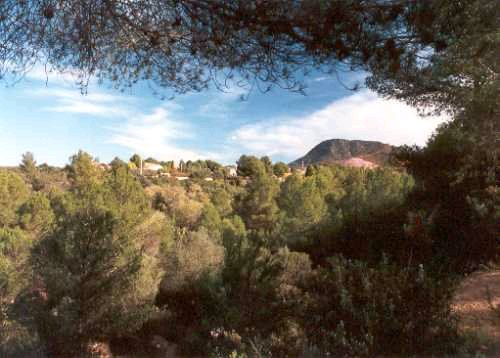
"Tossal de Mollet".

- Tossal de Mollet. Donde existe un Poblado, ya citado por Cavanilles, que se encuentra en la parte más elevada del Tossal de Mollet. Los vestigios de poblamiento allí hallados se extienden en una superficie aproximada de quinientos metros y ocupada de una forma desigual. En el lado NE se observa los restos de la fortificación, mientras que el lado S corresponde a la zona que debió ocupar el poblado, cuyas construcciones apoyadas en la pendiente, ocupan una extensión de aproximadamente cien metros.

Se trata de un verdadero e interesante complejo arqueológico, tanto por su estratégica situación como por la relativa facilidad con la que se diferencian cada una de sus partes más significativas: una villa, una acrópolis, y un castillo de forma rectangular cuya ocupación es constatable ya en los alrededores del siglo V y hasta el IX.

## Lugares de interés

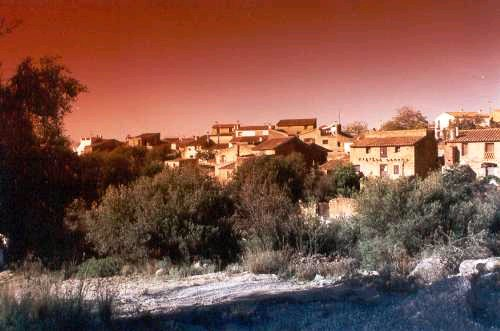
"Mas de Flors".

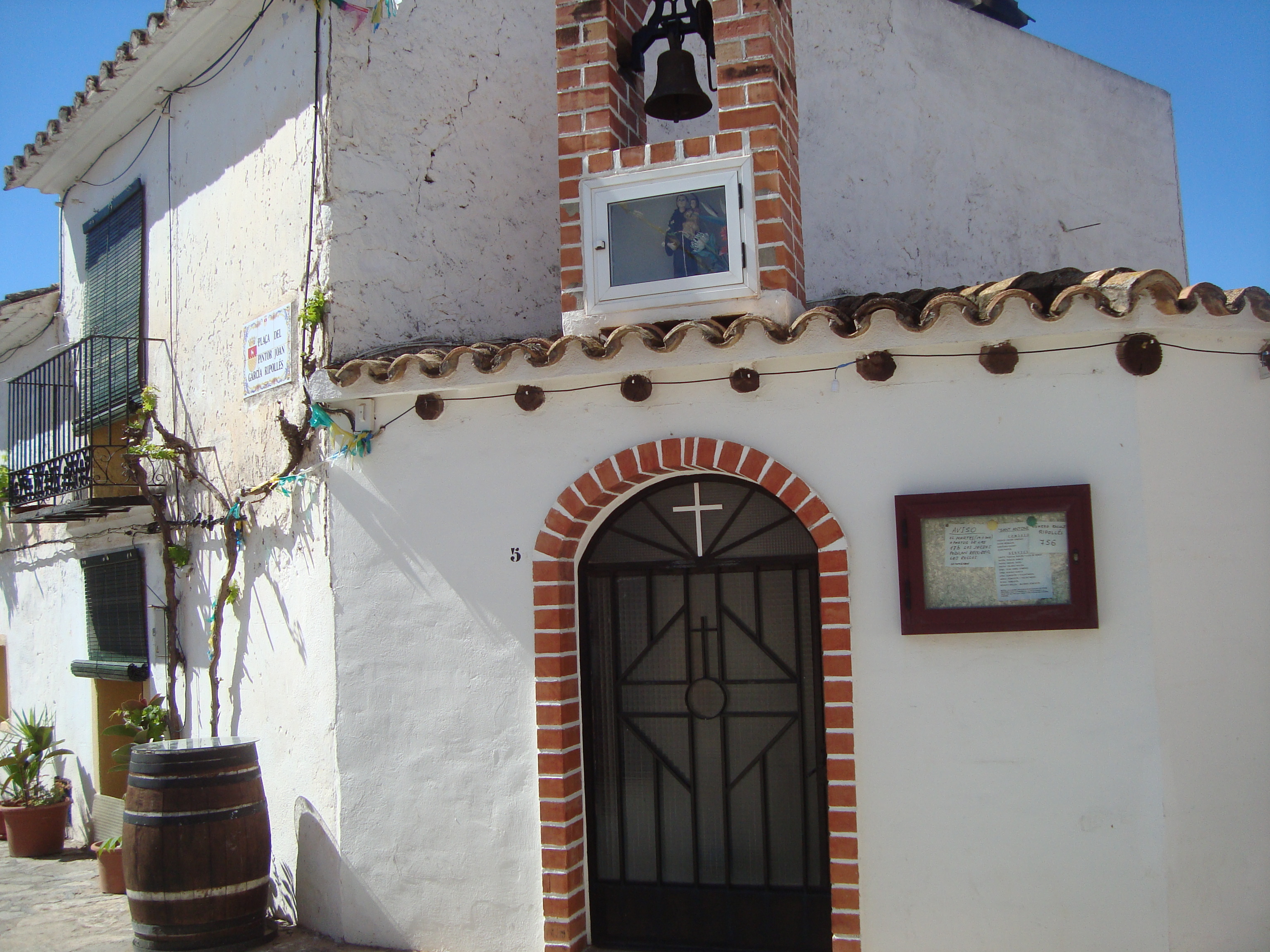
Ermita de San Antonio (Mas de Flors, San Juan de Moró)

- Calle del Mas de FlorsErmita de San Antonio (Mas de Flors, San Juan de Moró)Mas de Flors. Un pequeño núcleo con sus calles angostas y trazado medieval, con casas de construcción antigua y que nos retrotraen a un pasado lejano. Este lugar, ya con restos de asentamientos romanos, es en sí mismo una obra de arte. Desde hace unos años se está convirtiendo en residencia de algunos intelectuales y artistas de renombre mundial como Ripollés.

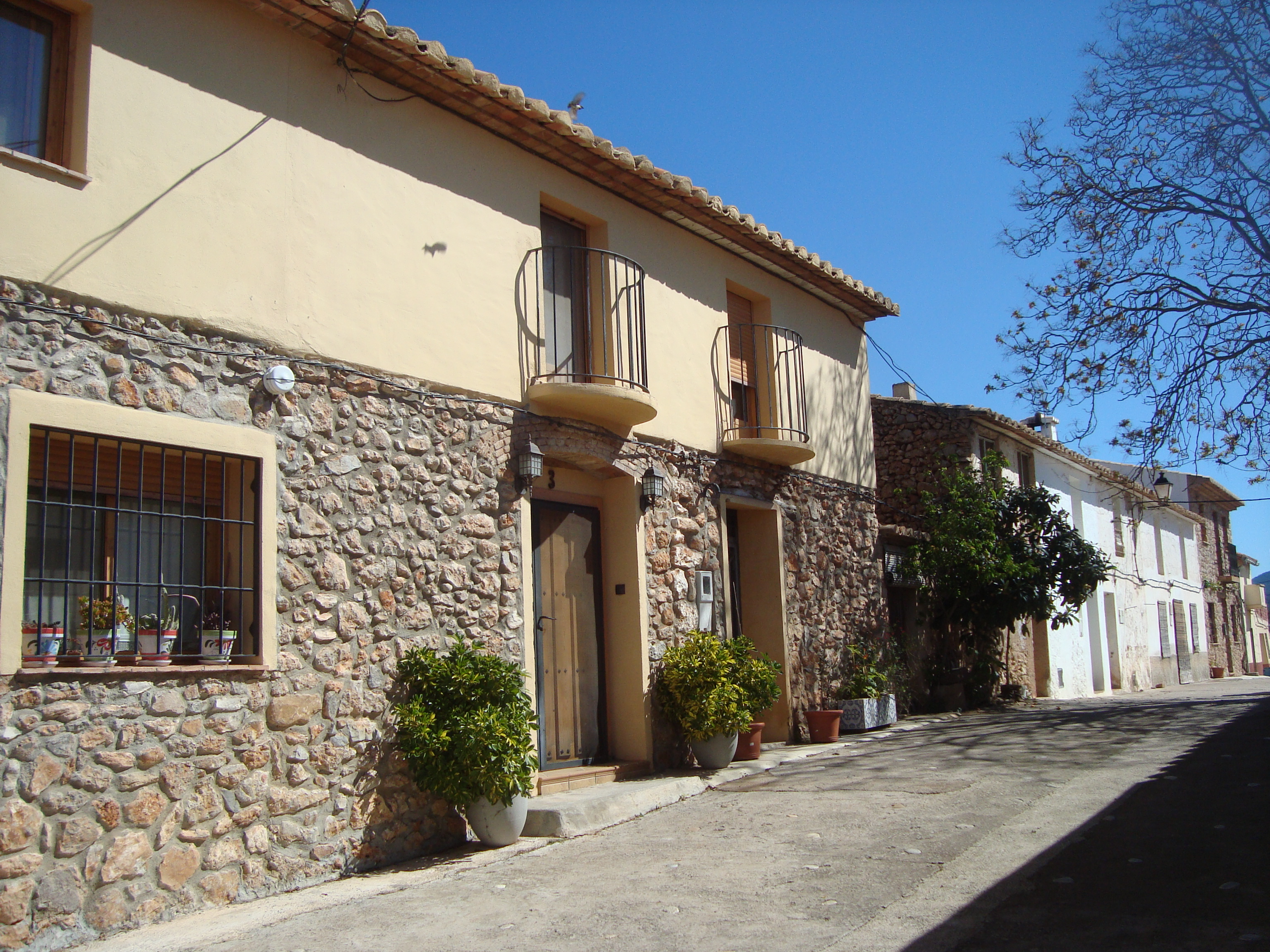
Calle del Mas de Flors

- Font del Mas de Moró, desde esta fuente con excepcional agua, se puede ascender viendo el paisaje de la llanura con el propio pueblo a sus pies y en la lejanía también se divisa el vecino municipio de L´Alcora.

Otros lugares quizá un poco más inaccesibles como el Mas de Moró, Correntilla, Mas Dels Armelers, Mas del Pi, Mas de Masianos,Mas de Boeta pueden visitarse y encontrar sus gentes y parajes.

## Fiestas
- San Antonio. Se celebra de enero. En esta fiesta se pide como antaño la protección de los animales por el santo, esto que hoy en día no tiene demasiado sentido, aunque hace años era la base de la economía familiar. Se entrega el "rollo", que es un roscón de trigo con semillas aromáticas de la tierra. En el centro de la plaza se enciende una hoguera.
- San Miguel. La segunda fiesta a destacar es una romería que se celebra la semana siguiente a la Magdalena de Castellón. En esta romería los vecinos del pueblo, junto con los del pueblo colindante de Villafamés, se dirigen a la ermita situada en el monte del mismo nombre, donde se celebra una misa y un almuerzo de hermandad en la ladera del monte.
- Fiesta de la segregación. Esta fiesta celebra la segregación del vecino pueblo de Villafamés. Los habitantes del municipio el día 15 de febrero, se lanzan a la calle todos unidos alrededor de una paella gigante que reúne en una comida de hermandad a la población.

## Gastronomía
De entre las especialidades de la población destacan:
- Bolo de garrofera. Es una especie de hongo esponjiforme, de color anaranjado, que sale adherido al tronco del algarrobo, el cual, una vez cogido, se corta cocinándose de muy diversas maneras y con un sabor muy peculiar y agradable.
- L'Olla. Este plato es típico de la zona, se puede elaborar con muy diferentes variantes e ingredientes, pero su composición básica es una mezcla de legumbres y carnes de las buenas carnicerías del pueblo. El plato como ingredientes suele llevar legumbres y verduras como garbanzos, judías, patatas y acelgas. Carnes y embutidos como morro, oreja y patas de cerdo, jamón, morcillas, etc.
- Parrillada de carne. Se realiza con carnes selectas de la tierra, preparadas al fuego con leña de árboles locales, proporcionando un aroma muy especial, que sorprende por su sabor.

## Política

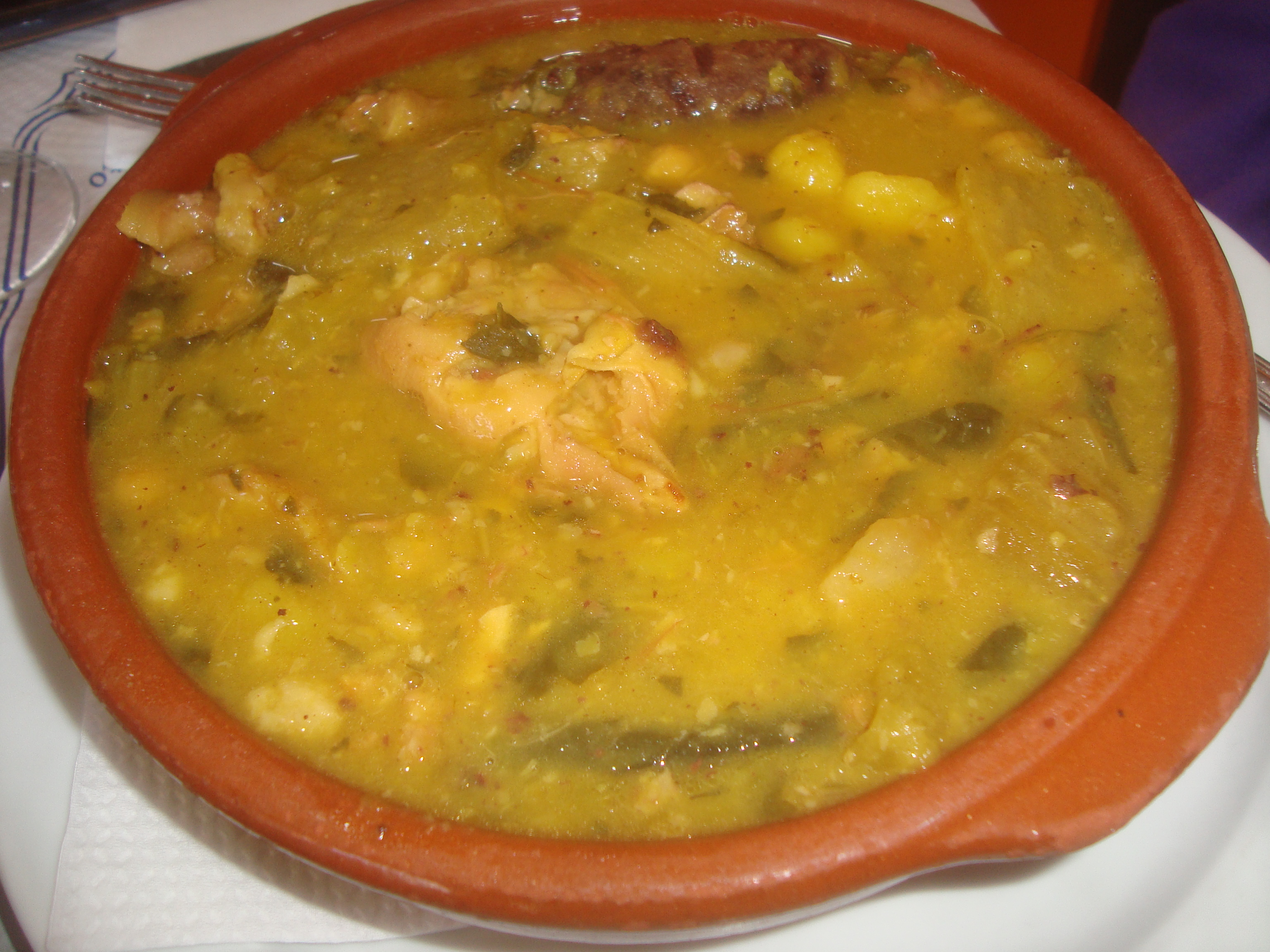
Plato de Olla, guiso popular y tradicional de la comarca.

| Periodo   | Nombre                  | Partido   |
| --------- | ----------------------- | --------- |
| 1991-1995 | Félix Rodríguez Velasco | PSPV-PSOE |
| 1995-1999 | Félix Rodríguez Velasco | PSPV-PSOE |
| 1999-2003 | Vicente Sales Renau     | PSPV-PSOE |
| 2003-2007 | Vicente Sales Renau     | PSPV-PSOE |
| 2007-2011 | Vicente Sales Renau     | PSPV-PSOE |
| 2011-2015 | Vicente Pallarés Renau  | PPCV-PP   |
| 2015-2019 | Vicente Pallarés Renau  | PPCV-PP   |
| 2019-2023 | Vicente Pallarés Renau  | PPCV-PP   |